# 貝埃里大屠殺
2023年10月7日，約70名哈馬斯恐怖分子對位於加沙地帶邊緣外圍的貝埃里基布茲發動恐怖襲擊。這次恐怖襲擊造成至少100名受害者被屠殺，其中包括婦女、兒童和嬰兒。此外，數十棟住宅也被焚毀。這一事件伴隨著一系列恐怖襲擊，同時在多個加沙地帶附近的以色列社區發生。多家報紙將這次大屠殺描述為恐怖主義行為。
多名貝埃里居民被哈馬斯恐怖分子綁架，以色列國防軍與之對峙

## 背景
貝埃里基布茲歷史悠久，其自1946年建立，是位於加沙地帶邊緣的基布茲。其成員普遍屬於世俗左翼，居住者包括和平活動家，成員傾向關注巴勒斯坦人權利，其中成員包括曾是貝埃里董事會成员的維維安·西爾弗。
在襲擊發生前，基布茲約有1200名居民，是艾許科爾地區委員會最大的村莊。

## 屠殺
以貝埃里為目標的哈馬斯恐怖分子是由屬於阿貝德·拉赫曼領導的卡桑旅努塞拉特營的恐怖分子組成。2023年10月7日上午6:30，哈馬斯恐怖份子開始向該基布茲發射火箭。另一個巴勒斯坦恐怖組織解放巴勒斯坦民主陣線後來宣佈，其恐怖分子民族抵抗旅也在貝埃里與以色列國防軍作戰。約70名恐怖分子騎著摩托車和車輛進入基布茲，殺害了入口處的保全人員，然後開始挨家逐戶搜尋並屠殺居民。他們也向建築物開槍並放火燒一些建築物。恐怖分子在攝影團隊和記者的陪同下記錄了這次恐怖襲擊，並稱讚這是巴勒斯坦人的勝利。許多基布茲居民試圖躲在安全室，但恐怖分子炸毀了安全室的門並屠殺了裡面的人。
恐怖分子在貝埃里的一家餐廳綁架了多達50名受害者作人質，並綁架了許多居民，將他們綁架到加沙地帶。當以色列安全部隊反擊時，綁架人質的恐怖分子被迫陷入對峙。影片顯示，人質被迫赤腳地走過鎮上的街道。
大屠殺開始兩小時後，來自以色列空軍精銳沙爾達格部隊的20名飛行員乘坐直升機抵達貝埃里基布茲。然而，他們在短時間內都遭到恐怖分子屠殺，其中許多人在基布茲標誌性的黃色大門附近陣亡。
大約12個小時後，更多以色列國防軍部隊抵達貝埃里並擊斃了大多數的恐怖分子。該基布茲遭受沉重的生命和財產損失，滿目瘡痍。其完全被摧毀。

## 另見
- 大屠杀列表
- 雷姆音樂節大屠殺
- 卡法阿扎大屠殺
- 尼爾奧茲大屠殺